# De avonturen van Kuifje

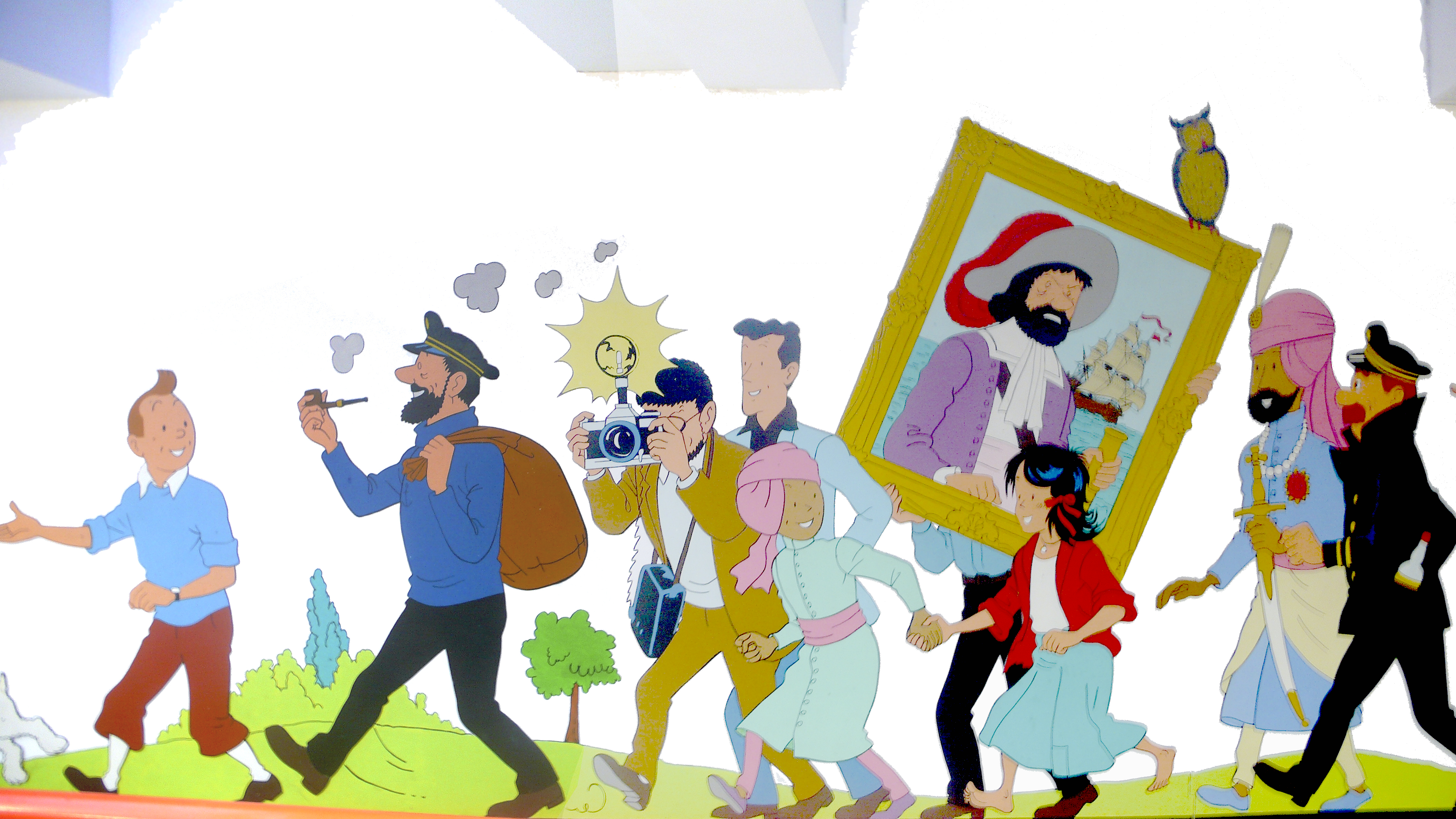
Muurschildering in de Brusselse metrohalte Stokkel, ontworpen door Hergé zelf.

De avonturen van Kuifje (Frans: Les Aventures de Tintin) is een stripreeks over de fictieve reporter Kuifje, getekend door de Belgische scenarist en striptekenaar Hergé (1907-1983). De reeks startte als krantenstrip in 1929 en het eerste album verscheen in 1930. De reeks verscheen ook in weekbladen. Het eerste Nederlandstalige album verscheen in 1946. Van een aantal albums werden in de loop der jaren vernieuwde versies uitgegeven. In 2019, bij het 90-jarig jubileum van de strip, waren Kuifje-albums verschenen in meer dan 110 talen en dialecten en waren er wereldwijd in totaal meer dan 275 miljoen albums verkocht.

## Geschiedenis
Kuifje begon als stripverhaal in Le Petit Vingtième, de jongerenbijlage van de rooms-katholieke krant Le Vingtième Siècle, met het verhaal van Kuifje in het land van de Sovjets. Als rooms-katholiek dagblad was de Siècle sterk gekant tegen het communisme en de parodie op de Sovjets moet in dat licht gezien worden. Zo laat een Russische communist in dit verhaal aan westerse communisten zien hoe goed de fabrieken in de Sovjet-Unie draaien. Kuifje gaat de zaak van naderbij bekijken en ontdekt dat de rook uit de schoorstenen komt van gestapeld hooi dat verbrand wordt.
Hergés carrière als stripauteur werd in de beginjaren in grote mate aangestuurd door de Waalse priester en algemeen directeur van Le Vingtième Siècle, Norbert Wallez. Hij gaf Hergé de opdracht om een strip te maken over een deugdzame puber en zijn hond, en bepaalde dat het eerste verhaal zich diende af te spelen in de Sovjet-Unie en het tweede in Belgisch-Congo. Wallez, zichzelf als medeauteur beschouwend, streek de helft van de auteursrechten op van Hergés eerste albums.
Hergé beweerde dat Kuifje in de beginjaren onbewust op zijn broer Paul gebaseerd was. Kuifje kreeg Pauls kuif, leeftijd (16-17), houdingen, gebaren en karakter. Het beroep van avontuurlijke reporter was geïnspireerd op de Franse journalist Albert Londres. Al voor het ontstaan van Kuifje had de tekenaar een duo bedacht, bestaande uit een jongeman en een hondje. Er is slechts een klein verschil tussen de figuur en de naam van Totor, P.L. van de Meikevers, zijn allereerste ballonstrip die hij in december 1928 voor het Belgische satirische weekblad Le Sifflet maakte, en die van Kuifje (Tintin).
De eerste verhalen van Kuifje weerspiegelen in grote mate de denkbeelden van het katholieke burgerlijke milieu waarin Hergé zich destijds bevond met sterk stereotiepe karakters. Zo bevat het tweede en derde verhaal, respectievelijk Kuifje in Congo en Kuifje in Amerika, nog veel scènes en grappen die paternalistisch en/of racistisch overkomen. De Blauwe Lotus is het eerste verhaal waarvoor Hergé meer achtergrondstudie doet met het doel om een realistischer beeld te creëren van andere landen en volken, in dit geval China. Ook uit de tekenstijl blijkt dat Hergé met dit verhaal een grote stap maakt in zijn artistieke ontwikkeling. De achtergronden zijn gedetailleerder en hij maakt meer gebruik van verschillende perspectieven. Hergés hang naar realistische achtergronden en kloppende details in de Kuifje-reeks zou gedurende de jaren alleen nog maar sterker worden. Deze zorgvuldigheid werd Hergés handelsmerk.
In de verhalen voorafgaand aan de Tweede Wereldoorlog hanteerde Hergé doorgaans de stijlvorm van politieke satire. Onder de Duitse bezetting van België werd dit te gevaarlijk, waardoor Hergé het verhaal Kuifje en het Zwarte Goud halverwege moest afbreken. In 1940 werd Le Petit Vingtième opgeheven. Kuifje verscheen vanaf dat jaar in Le Soir, een krant die werd uitgegeven onder auspiciën van de bezetter. In de verhalen die Hergé in deze periode zou maken, moest hij zijn uiterste best doen om niemand tegen het hoofd te stoten. In de eerste krantenversie van het verhaal De geheimzinnige ster worden een aantal Joodse karakters opgevoerd die geheel in overeenstemming zijn met de antisemitische signatuur van de “gestolen Le Soir”. De daaropvolgende verhalen hebben een meer neutrale uitstraling. Juist deze verhalen, waaronder Het geheim van de Eenhoorn en De schat van Scharlaken Rackham, waarin de politieke satire ontbreekt, behoren nog steeds tot de best verkochte Kuifje-albums.
Met het einde van de oorlog werd de strip stopgezet. Hergé werd van collaboratie met de nazi's beschuldigd. Na de bevrijding van Brussel op 3 september 1944 werd hij door verschillende verzetsgroepen tot vier keer toe opgepakt en weer vrijgelaten. In 1946 liet uitgever en voormalig verzetsheld Raymond Leblanc Kuifje opnieuw verschijnen, nu in een eigen stripblad.
Vanaf 1950, toen de strip in de details van de tekeningen steeds realistischer werd, liet Hergé zich assisteren door een aantal tekenaars en coloristen binnen een eigen studio (Studios Hergé) om zo voldoende pagina's per week te kunnen produceren. Hergé tekende nog wel alle personages.
Van alle albums in de reeks was Kuifje in Tibet uit 1960 het verhaal waar Hergé zelf de meeste persoonlijke aspecten in verwerkte. Tevens was dit naar eigen zeggen zijn persoonlijke favoriet. Het daaropvolgende album De juwelen van Bianca Castafiore uit 1963 werd een meer volwassen Kuifje-verhaal zonder echte slechteriken, reis of avontuur. Toch beschouwen veel critici juist dit verhaal als het beste in de reeks. Vanaf de jaren zestig werd Hergé minder productief. Na 1963 zouden tot 1976 nog slechts twee nieuwe Kuifje-albums verschijnen.
Na Hergés overlijden in 1983 verschenen postuum de schetsen van een laatste onvoltooid gebleven verhaal, Kuifje en de Alfa-kunst. Hergé had te kennen gegeven dat hij de wens had dat er geen nieuwe Kuifje-avonturen zouden verschijnen na zijn dood.

## Albums

### Lijst van albums
De hoofdreeks van De avonturen van Kuifje bestaat uit 24 albums, inclusief het pas laat in het Nederlands uitgegeven eerste verhaal Kuifje in het land van de Sovjets en het onvoltooide album Kuifje en de Alfa-kunst.
| Nr. | Originele Nederlandse titel       | Originele Franse titel                                                      | Le Petit Vingtième | Le Soir             | Weekblad Kuifje     | Album (eerste druk, Frans) | Kleuren (eerste albumdruk) | Vernieuwde versie |
| --- | --------------------------------- | --------------------------------------------------------------------------- | ------------------ | ------------------- | ------------------- | -------------------------- | -------------------------- | ----------------- |
| 1   | Kuifje in het land van de Sovjets | Les aventures de Tintin, reporter du Petit "Vingtième", au pays des soviets | 1929-30            | –                   | –                   | 1930                       | zwart-wit                  | 2017              |
| 2   | Kuifje in Congo                   | Les aventures de Tintin, reporter du Petit "Vingtième" au Congo             | 1930-31            | –                   | –                   | 1931                       | zwart-wit                  | 1946, 1975*       |
| 3   | Kuifje in Amerika                 | Les aventures de Tintin, reporter du Petit "Vingtième", en Amérique         | 1931-32            | –                   | –                   | 1932                       | zwart-wit                  | 1945, 1973*       |
| 4   | De sigaren van de farao           | Les cigares du pharaon                                                      | 1932-34            | –                   | –                   | 1934                       | zwart-wit                  | 1955              |
| 5   | De Blauwe Lotus                   | Le Lotus Bleu                                                               | 1934-35            | –                   | –                   | 1936                       | zwart-wit                  | 1946              |
| 6   | Het gebroken oor                  | L'oreille cassée                                                            | 1935-37            | –                   | –                   | 1937                       | zwart-wit                  | 1943              |
| 7   | De Zwarte Rotsen                  | L'île noire                                                                 | 1937-38            | –                   | 1965-66 (3e versie) | 1938                       | zwart-wit                  | 1943, 1966        |
| 8   | De scepter van Ottokar            | Le sceptre d'Ottokar                                                        | 1938-39            | –                   | –                   | 1939                       | zwart-wit                  | 1947              |
| 9   | De krab met de gulden scharen     | Le crabe aux pinces d'or                                                    | –                  | 1940-41             | –                   | 1941                       | zwart-wit                  | 1943, 1963*       |
| 10  | De geheimzinnige ster             | L'étoile mystérieuse                                                        | –                  | 1941-42 (zwart-wit) | 1991 (2e versie)    | 1942                       | kleur                      | 1954*             |
| 11  | Het geheim van de Eenhoorn        | Le secret de la Licorne                                                     | –                  | 1942-43             | –                   | 1943                       | kleur                      | –                 |
| 12  | De schat van Scharlaken Rackham   | Le trésor de Rackham le Rouge                                               | –                  | 1943                | –                   | 1944                       | kleur                      | –                 |
| 13  | De 7 kristallen bollen            | Les 7 boules de cristal                                                     | –                  | 1943-44             | –                   | 1948                       | kleur                      | –                 |
| 14  | De zonnetempel                    | Le temple du soleil                                                         | –                  | –                   | 1946-48             | 1949                       | kleur                      | –                 |
| 15  | Kuifje en het Zwarte Goud         | Tintin au pays de l'or noir                                                 | 1939-40**          | –                   | 1948-50             | 1950                       | kleur                      | 1954*, 1971       |
| 16  | Raket naar de maan                | Objectif lune                                                               | –                  | –                   | 1950, 1952          | 1953                       | kleur                      | –                 |
| 17  | Mannen op de maan                 | On a marché sur la lune                                                     | –                  | –                   | 1952-53             | 1954                       | kleur                      | –                 |
| 18  | De zaak Zonnebloem                | L'affaire Tournesol                                                         | –                  | –                   | 1954-56             | 1956                       | kleur                      | –                 |
| 19  | Cokes in voorraad                 | Coke en stock                                                               | –                  | –                   | 1956-58             | 1958                       | kleur                      | –                 |
| 20  | Kuifje in Tibet                   | Tintin au Tibet                                                             | –                  | –                   | 1958-59             | 1960                       | kleur                      | –                 |
| 21  | De juwelen van Bianca Castafiore  | Les bijoux de la Castafiore                                                 | –                  | –                   | 1961-62             | 1963                       | kleur                      | –                 |
| 22  | Vlucht 714                        | Vol 714 pour Sydney                                                         | –                  | –                   | 1966-67             | 1968                       | kleur                      | –                 |
| 23  | Kuifje en de Picaro's             | Tintin et les Picaros                                                       | –                  | –                   | 1975-76             | 1976                       | kleur                      | –                 |
| 24  | Kuifje en de Alfa-kunst           | Tintin et l'Alph-art                                                        | –                  | –                   | –                   | 1986                       | (onvoltooid)               | 2004              |

(*) Subtiele wijzigingen.
(**) Niet afgemaakt in 1940.
- Sinds 1976 worden op de achterkant van elk album de verschillende kaften van de titels gedrukt. Voorheen was dit een lijst van de titels met daaromheen Kuifje, kapitein Haddock, professor Zonnebloem en andere bekende creaties van Hergé.
- In de jaren 70 en 80 werd de nieuwe Nederlandse vertaling van de albums op de markt gebracht.
- Naast Kuifje en de Alfa-kunst is er ook het onvoltooide verhaal Kuifje en de Thermozero. Dit verhaal is echter nooit als album uitgebracht. Ondanks interesse van Casterman om het verhaal uit te geven zoals Kuifje en de Alfa-kunst, geven de erven van Hergé geen toestemming.[14][15]

### Versies in Nederlandstalige dialecten
| Titel in het dialect               | Jaar | Dialect   | Titel in het Algemeen Nederlands |
| ---------------------------------- | ---- | --------- | -------------------------------- |
| De bijous van de Castafiore        | 2004 | Brussels  | De juwelen van Bianca Castafiore |
| Et gehaaim van de Licorne          | 2005 | Brussels  | Het geheim van de Eenhoorn       |
| De schat van Rackham de ruue       | 2006 | Brussels  | De schat van Scharlaken Rackham  |
| Et doenker ejland                  | 2007 | Oostends  | De Zwarte Rotsen                 |
| De juwiejele van Bianca Castafiore | 2008 | Antwerps  | De juwelen van Bianca Castafiore |
| Et radsel van den Ainhoorn         | 2009 | Oostends  | Het geheim van de Eenhoorn       |
| De sjhat van sjhetterrooje Rackham | 2009 | Oostends  | De schat van Scharlaken Rackham  |
| Manne obbe moan                    | 2009 | Hasselts  | Mannen op de maan                |
| Eut gaaim van den Iejenoare        | 2011 | Antwerps  | Het geheim van de Eenhoorn       |
| De schat van roeie Rackham         | 2011 | Antwerps  | De schat van Scharlaken Rackham  |
| De biezjoes van Bianca Castafiore  | 2012 | Gents     | De juwelen van Bianca Castafiore |
| Die krabbe met de goudne skoar'n   | 2013 | Kortrijks | De krab met de gulden scharen    |

### Andere albums
De volgende albums zijn niet zelf door Hergé gemaakt, maar door Studio Hergé (Hergé Foundation) samengesteld en ingedeeld op basis van de filmbeelden waar de albums op zijn gebaseerd.
| Album                                      | Originele Franse titel                 | Album (eerste druk) | Kleuren (eerste albumdruk) | Vernieuwde versie |
| ------------------------------------------ | -------------------------------------- | ------------------- | -------------------------- | ----------------- |
| Kuifje en het geheim van het Gulden Vlies* | Tintin et le mystère de la Toison d'or | 1962                | kleur                      |                   |
| Kuifje en de blauwe sinaasappels*          | Tintin et les oranges bleues           | 1965                | kleur                      |                   |
| Kuifje en het Haaienmeer                   | Tintin et le Lac aux requins           | 1972                | kleur                      | 1973              |
| Kuifje en de zonnetempel*                  | Tintin et le temple du soleil          | 1976                | kleur                      |                   |

(*) Uit de handel
Voor de film Het geheim van de Eenhoorn uit 2011 verschenen onder meer de volgende boeken:
| Titel                             | Verschenen | Opmerking |
| --------------------------------- | ---------- | --- |
| Het geheim van de eenhoorn        | 2011       | Spelletjes, raadsels en stickers.                                                                                               |
| Het geheim van de eenhoorn        | 2011       | Roman. |
| Opgelet voor de pickpocket        | 2011       | Een onderzoek uit de film. |
| De ontsnapping uit de Karaboudjan | 2011       | Een verhaal uit de film. |
| Het geheim van Kapitein Haddock   | 2011       | Een verhaal uit de film. |
| Het album van de film             | 2011       | Geïllustreerd met scenefoto's, waarbij het avontuur in tekstvorm kort wordt naverteld. Verkrijgbaar als paperback en hardcover. |
| MOVIeALBUM                        | 2012       | Volledig album van de film met meer dan 700 originele beelden met tekstballonnen. Verkrijgbaar als paperback en hardcover.      |

## Kuifjebewerkingen
| Titel                                                      | Jaar         | Medium          | Nederlandse release                | Opmerking |
| ---------------------------------------------------------- | ------------ | --------------- | ---------------------------------- | --- |
| Tintin aux Indes (Kuifje in India)                         | 1941         | toneelstuk      | geen                               | Toneelstuk in drie aktes, geschreven door Hergé en Jacques van Melkebeke, opgevoerd vanaf 15 april 1941 in het Théâtre Royal des Galeries in Brussel (ook bekend als Het mysterie van de blauwe diamant) |
| Monsieur Boullock a disparu (Meneer Boullock is verdwenen) | 1941         | toneelstuk      | geen                               | Toneelstuk in drie aktes, geschreven door Hergé en Jacques van Melkebeke, opgevoerd op 26, 29 en 30 december 1941 en 3 en 8 januari 1942 in het Théâtre Royal des Galeries in Brussel                    |
| Le Crabe aux pinces d'or (De krab met de gulden scharen)   | 1947         | stop-motionfilm | gepland, maar nooit vertoond       | Gebaseerd op het album De krab met de gulden scharen |
| Hergé's avonturen van Kuifje                               | 1959-1964    | tekenfilmserie  | 1977-1978                          | Zeven door Belvision verfilmde verhalen, elk in dertien afleveringen van telkens vijf minuten |
| Kuifje en het geheim van het Gulden Vlies                  | 1961         | liveaction      | 11 september 1975                  | Langspeelfilm, geregisseerd door Jean-Jacques Vierne |
| Kuifje en de blauwe sinaasappels                           | 1964         | liveaction      | 29 januari 1976                    | Langspeelfilm, geregisseerd door Philippe Condroyer |
| De zonnetempel                                             | 1969         | tekenfilm       | 30 juli 1970                       | Lange tekenfilm door Belvision, gebaseerd op de albums De 7 kristallen bollen en De zonnetempel |
| Tintin et la SGM (Kuifje en de SGM)                        | 1969         | tekenfilm       | geen                               | Promotiemateriaal voor de Société Générale des Minerais |
| Kuifje en het Haaienmeer                                   | 1972         | tekenfilm       | 27 juni 1974                       | Tweede lange tekenfilm door Belvision |
| Reclamecampagne voor Fruit d’Or                            | 1974-1989    | tekenfilm       | geen                               | Serie van reclamespots voor zonnebloemolie, mayonaise en margarine van het merk Fruit d’Or met professor Zonnebloem in de hoofdrol                                                                       |
| Tintin on the moon                                         | 1989         | computerspel    |                                    | Computerspel voor Commodore 64, Amiga en Atari ST, gebaseerd op Raket naar de Maan |
| De avonturen van Kuifje                                    | 1991         | Tekenfilm       | 11 december 1993 t/m 11 maart 1995 | 39-delige Frans-Canadese tekenfilmserie voor televisie door Nelvana |
| Kuifje in Tibet                                            | 1995         | computerspel    |                                    | Computerspel voor Game Gear, Game Boy, Sega Game Gear, Sega Mega Drive, Super NES (1996) en Game Boy Color (2001).                                                                                       |
| De zonnetempel                                             | 1997         | computerspel    |                                    | Computerspel voor Windows, MS-DOS, SNES (1997), Game Boy (1997), Game Boy Color (2000) |
| Kuifje avontuur onbekend                                   | 2001         | computerspel    |                                    | Computerspel voor Windows, PlayStation. |
| Kuifje: De Zonnetempel                                     | 2001 en 2007 | musical         |                                    | Gebaseerd op de albums De 7 kristallen bollen en De zonnetempel |
| The Adventures of Tintin: The Secret of the Unicorn        | 2011         | 3D-animatiefilm | 26 oktober 2011                    | Animatiefilm, geregisseerd door Steven Spielberg en gebaseerd op de albums De krab met de gulden scharen en Het geheim van de Eenhoorn                                                                   |
| The Adventures of Tintin: The Secret of the Unicorn        | 2011         | computerspel    |                                    | Computerspel voor Windows, iOS, Google Android, Nintendo 3DS, PlayStation 3, Wii, Xbox 360. |

## Personages

### Hoofdpersonages
De hoofdpersonages zijn Kuifje, Bobbie, Kapitein Haddock, Jansen, Janssen en Professor Zonnebloem. Sommigen rekenen ook Bianca Castafiore tot de hoofdpersonages.

### Belangrijke bijfiguren en terugkerende personages
Vanaf het album De zeven kristallen bollen maakt Hergé regelmatig gebruik van terugkerende personages naast de hoofdpersonages. Soms werden personages met terugwerkende kracht toegevoegd aan aangepaste versies van eerdere verhalen, zoals Jansen en Janssen in Kuifje in Afrika en Allan Thompson in De sigaren van de farao. Belangrijke bijfiguren zijn Bianca Castafiore, generaal Alcazar, Nestor, Roberto Rastapopoulos, dokter Müller, Serafijn Lampion en Allan Thompson.
Andere terugkerende personages in de albums zijn Oliveira da Figueira, Tchang, J.M. Dawson, Pablo, Ridgewell, kolonel Jorgen, Igor Wagner, professor Kwartier (professor Paul Cantonneau), Abdoellah, emir Mohammed Ben Kalisj Ezab, kolonel Sponsz, Irma en Pjotr Szut (Pjotr Sztick). Ivan Ivanovitch Sakharine uit Het geheim van de Eenhoorn, W.R. Gibbons uit De Blauwe Lotus en R.W. Chicklet uit Het gebroken oor keerden terug in het laatste (onafgemaakte) album van Kuifje. Generaal Tapioca speelt in enkele albums vooral een rol achter de schermen.

#### Overzicht van terugkerende personages in albums
Een rood nummer slaat op een voorkomen vanaf een herziene uitgave.
| Personage (aantal albums)         | Albumnummer | Albumnummer | Albumnummer | Albumnummer | Albumnummer | Albumnummer | Albumnummer | Albumnummer | Albumnummer | Albumnummer | Albumnummer | Albumnummer | Albumnummer | Albumnummer | Albumnummer | Albumnummer | Albumnummer | Albumnummer | Albumnummer | Albumnummer | Albumnummer | Albumnummer | Albumnummer | Albumnummer |
| --------------------------------- | ----------- | ----------- | ----------- | ----------- | ----------- | ----------- | ----------- | ----------- | ----------- | ----------- | ----------- | ----------- | ----------- | ----------- | ----------- | ----------- | ----------- | ----------- | ----------- | ----------- | ----------- | ----------- | ----------- | ----------- |
| Kuifje (24)                       | 1           | 2           | 3           | 4           | 5           | 6           | 7           | 8           | 9           | 10          | 11          | 12          | 13          | 14          | 15          | 16          | 17          | 18          | 19          | 20          | 21          | 22          | 23          | 24          |
| Bobbie (24)                       | 1           | 2           | 3           | 4           | 5           | 6           | 7           | 8           | 9           | 10          | 11          | 12          | 13          | 14          | 15          | 16          | 17          | 18          | 19          | 20          | 21          | 22          | 23          | 24          |
| Jansen en Janssen (20)            |             | 2           |             | 4           | 5           | 6           | 7           | 8           | 9           | 10          | 11          | 12          | 13          | 14          | 15          | 16          | 17          | 18          | 19          |             | 21          |             | 23          | 24          |
| Kapitein Haddock (16)             |             |             |             |             |             |             |             |             | 9           | 10          | 11          | 12          | 13          | 14          | 15          | 16          | 17          | 18          | 19          | 20          | 21          | 22          | 23          | 24          |
| Professor Zonnebloem (12)         |             |             |             |             |             |             |             |             |             |             |             | 12          | 13          | 14          |             | 16          | 17          | 18          | 19          | 20          | 21          | 22          | 23          | 24          |
| Bianca Castafiore (8)             |             |             |             |             |             |             |             | 8           |             |             |             |             | 13          |             | 15          |             |             | 18          | 19          |             | 21          |             | 23          | 24          |
| Nestor (8)                        |             |             |             |             |             |             |             |             |             |             | 11          |             | 13          |             |             | 16          |             | 18          | 19          |             | 21          |             | 23          | 24          |
| Serafijn Lampion (6)              |             |             |             |             |             |             |             |             |             |             |             |             |             |             |             |             |             | 18          | 19          |             | 21          | 22          | 23          | 24          |
| Roberto Rastapopoulos (5)         |             |             | 3           | 4           | 5           |             |             |             |             |             |             |             |             |             |             |             |             |             | 19          |             |             | 22          |             |             |
| Igor Wagner (5)                   |             |             |             |             |             |             |             | 8           |             |             |             |             |             |             |             |             |             | 18          |             |             | 21          |             | 23          | 24          |
| Allan Thompson (4)                |             |             |             | 4           |             |             |             |             | 9           |             |             |             |             |             |             |             |             |             | 19          |             |             | 22          |             |             |
| Generaal Alcazar (4)              |             |             |             |             |             | 6           |             |             |             |             |             |             | 13          |             |             |             |             |             | 19          |             |             |             | 23          |             |
| Oliveira da Figueira (3)          |             |             |             | 4           |             |             |             |             |             |             |             |             |             |             | 15          |             |             |             | 19          |             |             |             |             |             |
| Dokter Müller (3)                 |             |             |             |             |             |             | 7           |             |             |             |             |             |             |             | 15          |             |             |             | 19          |             |             |             |             |             |
| Professor Kwartier (3)            |             |             |             |             |             |             |             |             |             | 10          |             |             | 13          | 14          |             |             |             |             |             |             |             |             |             |             |
| Emir Mohammed Ben Kalisj Ezab (3) |             |             |             |             |             |             |             |             |             |             |             |             |             |             | 15          |             |             |             | 19          |             |             |             |             | 24          |
| Abdoellah (3)                     |             |             |             |             |             |             |             |             |             |             |             |             |             |             | 15          |             |             |             | 19          |             |             |             |             | 24          |
| Irma (3)                          |             |             |             |             |             |             |             |             |             |             |             |             |             |             |             |             |             | 18          |             |             | 21          |             | 23          |             |
| J.M. Dawson (2)                   |             |             |             |             | 5           |             |             |             |             |             |             |             |             |             |             |             |             |             | 19          |             |             |             |             |             |
| Tchang (2)                        |             |             |             |             | 5           |             |             |             |             |             |             |             |             |             |             |             |             |             |             | 20          |             |             |             |             |
| W.R. Gibbons (2)                  |             |             |             |             | 5           |             |             |             |             |             |             |             |             |             |             |             |             |             |             |             |             |             |             | 24          |
| Pablo (2)                         |             |             |             |             |             | 6           |             |             |             |             |             |             |             |             |             |             |             |             |             |             |             |             | 23          |             |
| Ridgewell (2)                     |             |             |             |             |             | 6           |             |             |             |             |             |             |             |             |             |             |             |             |             |             |             |             | 23          |             |
| R.W. Chicklet (2)                 |             |             |             |             |             | 6           |             |             |             |             |             |             |             |             |             |             |             |             |             |             |             |             |             | 24          |
| Kolonel Jorgen (2)                |             |             |             |             |             |             |             | 8           |             |             |             |             |             |             |             |             | 17          |             |             |             |             |             |             |             |
| Ivan Ivanovitch Sakharine (2)     |             |             |             |             |             |             |             |             |             |             | 11          |             |             |             |             |             |             |             |             |             |             |             |             | 24          |
| Kolonel Sponsz (2)                |             |             |             |             |             |             |             |             |             |             |             |             |             |             |             |             |             | 18          |             |             |             |             | 23          |             |
| Pjotr Szut (2)                    |             |             |             |             |             |             |             |             |             |             |             |             |             |             |             |             |             |             | 19          |             |             | 22          |             |             |

## Inhoud en achtergronden

### Politiek en actualiteit
Hergé verwees in de Kuifje-verhalen vaak naar op dat moment actuele gebeurtenissen, al dan niet door middel van geofictie. Zo bevat De Blauwe Lotus bijvoorbeeld verwijzingen naar het spoorwegincident bij Moekden in augustus 1931, het bestaan van de Internationale Concessie van Shanghai en het vertrek van Japan uit de Volkenbond in 1933. Verder is de strip doorspekt met al dan niet parodiërende toespelingen op historische gebeurtenissen uit de tijd waarin de verhalen uitkwamen. Zo is de oorlog om het gebied Gran Chapo tussen San Theodoros en Nuevo Rico in het album Het gebroken oor gebaseerd op de Chaco-oorlog tussen Bolivia en Paraguay. De scepter van Ottokar (1939) kan gelezen worden als een parodie op de Anschluss van Oostenrijk bij nazi-Duitsland. Dit valt tevens op te maken uit de naam van de Bordurische leider, Müsstler, die duidelijk een mengvorm is van de namen Hitler en Mussolini.
Met De scepter van Ottokar oefende Hergé vooral onderhuidse kritiek uit op het Duitse rijk in wording. De geheimzinnige ster (1942) zorgde voor heel wat controverse; het voornoemde verhaal verscheen in volle oorlogstijd. De oorspronkelijke versie van dit verhaal viel vooral op doordat de antagonisten oorspronkelijk onder de Amerikaanse vlag opereerden en geleid werden door een Jood genaamd Blumenstein. Bij een na de oorlog herziene versie van De geheimzinnige ster werd Amerika vervangen door het fictieve São Rico. Ook de man achter de geldzuchtige operatie krijgt nu de in Hergés oren minder Joods klinkende naam Bohlwinkel (een verwijzing naar het Brusselse "bollewinkel", wat snoepwinkel betekent). Hergé was zich er op dat moment niet van bewust dat ook Bohlwinkel een veelvoorkomende Joodse naam is.
In de allereerste versie van Kuifje en het Zwarte Goud werd verwezen naar de oorlogsdreiging in 1939. Toen Hergé dit verhaal na de Tweede Wereldoorlog voltooide, werd de plaats waar het conflict zich afspeelt verplaatst naar het Palestina van die tijd, waar destijds onder de ogen van het Britse mandaatbestuur Joodse en Palestijnse verzetsgroepen elkaar bestreden. Later zijn er opnieuw aangepaste versies van dit verhaal uitgekomen, waarin alle verwijzingen naar het Joods-Palestijnse conflict zijn verwijderd.
Hergés visie op de ruimtevaart komt tot uiting in een lang verhaal dat de twee albums Raket naar de maan (1953) en Mannen op de maan (1954) beslaat. Aan de totstandkoming van dit verhaal ging een uitgebreide studie van de modernste wetenschappelijke inzichten vooraf. Het maken van de twee albums nam zes jaar in beslag. De raket waarmee de hoofdpersonen naar de maan reizen is gebaseerd op de door de Duitsers in de Tweede Wereldoorlog ontwikkelde V2-raket.
In De zaak Zonnebloem (1956) maakte Hergé een parodie op dictatoriale regimes in het algemeen, en op (de satellietstaten van) de Sovjet-Unie in het bijzonder. Bordurië, het fictieve land waar het voornoemde verhaal zich voor een deel afspeelt, wordt beheerst door uniformen met een rode schouderband met witte cirkel en zwart embleem in de vorm van een snor.
Het laatste voltooide album in de serie, Kuifje en de Picaro's, schetst een karikatuur van Zuid-Amerika en zijn kenmerkende revoluties. In dit verhaal weet Kuifje generaal Alcazar ertoe te bewegen geen executies te laten plaatsvinden als hij aan de macht komt. Alcazar laat duidelijk merken dat hij het hier niet mee eens is. Aan het eind geeft zelfs generaal Tapioca (die geëxecuteerd zou moeten worden) toe dat hij dit een belediging van de San-Theodoraanse cultuur vindt.

### Fictieve talen
Afgezien van een aantal fictieve staten kent Kuifje ook enkele fictieve talen. Hiervan zijn vooral het Syldavisch en de taal van de Arumbaya-indianen vaandeldragers. In beide gevallen worden voortdurend elementen uit het Brusselse stadsdialect, het Marols, in een Slavisch respectievelijk indiaans jasje gestoken.

### Historische personages
Het enige echte bestaande historische personage dat voorkomt in de Kuifje-avonturen is de gangster Al Capone in Kuifje in Amerika.
In De Blauwe Lotus wordt de Belgische veldloper Victor Honorez geportretteerd in een fictief bioscoopjournaal. Hij krijgt van Hergé de naam Honorat.
De persoon Basil Bazaroff in Het gebroken oor is gebaseerd op de Griekse wapenhandelaar Basil Zaharoff (1849-1936).

## Invloed
De stripserie Kuifje is van grote invloed geweest op de ontwikkeling van de Europese strip en kent veel navolging. Enkele series die duidelijke overeenkomsten vertonen:
- De fantastische avonturen van Isabelle Avondrood - Jacques Tardi
- Het leven van Victor Vallei - Stanislas/Rullier
- Piet Pienter en Bert Bibber - Pom
- X - Charles Burns[28]
- Freddy Lombard - Yves Chaland

## Verwijzingen in andere stripreeksen
Personages uit De avonturen van Kuifje of verwijzingen naar de strip duiken af en toe in andere stripreeks:
- In het stripblad Spirou nr. 1107 van 2 juli 1959 komt Bobbie voor in een cartoon van Guust. Kwabbernoot noemt hem schattig, maar vraagt zich af of hij niet beter terug moet naar zijn baasje.
- Kuifje duikt zeer sporadisch op in andere stripverhalen, bijvoorbeeld in het avontuur De heilige koe (1965) van De 4 helden van François Craenhals. Deze cameo werd door Hergé zelf getekend.[29]
- Jansen en Janssen verschijnen in het album Asterix en de Belgen (1979).
- Op de aankondiging van Kiekeboe-album 26 Album 26 (1984) bedenkt Kiekeboe zelf een titel: De scepter van Ottokar. Zijn zoontje maakt hem erop attent dat dit al een titel van een avontuur van Kuifje is.
- In het Suske en Wiske-album De kleurenkladder (1990) komt Lambik Bobbie tegen.
- Urbanus-album 47 De harem van Urbanus (1994) bevat veel verwijzingen naar Kuifje. Er zijn onder andere de vaas uit De Blauwe Lotus, de maanraket uit Raket naar de maan en de duikboot uit De schat van Scharlaken Rackham te herkennen.
- Bij de titelrolopsomming van Urbanus-album 56 Kermis in de hel (1996) is Kuifje te zien. Ook in album Wat voorafging (2008) is Kuifje te zien.
- Op pagina 19 van het Blake en Mortimer-album Het Voronov-complot gaat een spionne een restaurant in Moskou binnen dat dezelfde gevel en dezelfde beheerder heeft als het Syldavische restaurant op pagina 4 tot en met 7 van het album De scepter van Ottokar.
- In Suske en Wiske-album Het machtige monument (2008) is op de laatste pagina Kuifje die een ijsje eet te zien.
- Tom Boudens Paniek in Stripland (2008) bevat verwijzingen naar Kuifje.
- In het buiten de normale serie verschenen album Piccolo in veldgroen (2009) van Robbedoes en Kwabbernoot wordt heel wat gerefereerd aan het werk van Hergé.
- Kuifje is zichtbaar op een vliegveld op pagina 9 van het album De Septimus-Golf (2013), een avontuur van Blake en Mortimer.
- Op pagina 19 van het January Jones-album De eerste keizer (2016) van Eric Heuvel lopen aviatrice January Jones en haar mecanicien Rik door de straten van Shanghai en komen op de achtergrond Kuifje en Bobbie in een riksja voorbij.
- W.R. Gibbons uit De Blauwe Lotus verschijnt op pagina 35 van deel 1 van het Blake en Mortimer-avontuur De Vallei der Onsterfelijken (2018).

## Parodieën
Er zijn vele parodieën op Kuifje gemaakt, meestal met een politieke of seksuele inhoud. Tegen deze parodieën wordt doorgaans sterk opgetreden door de erven Hergé. Een voorbeeld hiervan betreft een zaak tussen de Deense kunstenaar Ole Ahlberg en de erven Hergé, die in 2010 tot bij het Hof van Cassatie werd uitgevochten.
Enkele parodieën:
- Filip Denis (als Efdé), Kuifje in Zwitserland (1978)
- Jan Bucquoy, Een jonge reporter aan de rol (1982)
- Martin Lodewijk (als W. Vandersteen), Kuifje in El Salvador (1983)
- Anoniem, Kuifje en de vervalsers (1983)
- Charles Callico en Claude Huart, Kuifje in Parijs (1984)
- Jack Daniels (pseudoniem), Breaking free (1989)
- Jan Bucquoy, Het Sexuele Leven Van Kuifje, deel 1 en 2 (1992)
- Bud E. Weyser, Tintin en Thaïlande (1999)
- Onbekend, Het geheim van Molensloot[31]

## Erkenning
- Van 20 tot en met 23 juli 2005 werd in Brussel een Kuifje-festival gehouden. Ter gelegenheid hiervan werd in de Stoofstraat, nabij de Grote Markt, een fresco aangebracht.
- Op 14 mei 2007 bracht bpost, het Belgisch postbedrijf, een vel postzegels uit met daarop de Kuifje-albums.
- De Belgische staat heeft in 2007 een speciale munt van 20 euro uitgegeven, als eerbetoon aan de grootste succestekenaar die het land ooit kende.

## Tintinofiel
Experts van de avonturen van Kuifje, over zowel de inhoud als de achtergronden, worden tintinofielen genoemd. Wereldwijd zijn er diverse fanclubs van de avonturen van Kuifje. In Nederland is het Hergé Genootschap actief, in België is er Les Amis de Hergé. Een bekend Belgisch tintinofiel en Kuifje-verzamelaar was Stéphane Steeman.

## Marktwaarde
Eerstedrukuitgaven en originele tekeningen zijn begeerd bij verzamelaars en halen hoge prijzen. Zo ging in 2008 een originele gouache van de eerste Kuifje-cover voor 650.000 euro van de hand. In juni 2009 werden twee originele zwart-wituitgaven van Kuifje voor elk 12.000 euro geveild. Het betrof exemplaren van Kuifje in het land van de Sovjets (1930) en De sigaren van de Farao (1942). In 2015 bracht een exemplaar van Kuifje in het land van de Sovjets op een veiling 30.000 euro op. In 2012 werd een gouache van de eerste omslag van Kuifje in Amerika verkocht voor meer dan 1,1 miljoen euro (met kosten meer dan 1,3 miljoen) en in 2014 werd een door Hergé in 1937 getekende plaat van Kuifje geveild voor 2,5 miljoen euro, de hoogste prijs ooit betaald voor een stripobject. Het gaat om een dubbele pagina getekend in Oost-Indische inkt die werd gebruikt voor de binnenkant van de kaften van de Kuifje-albums die tussen 1937 en 1958 zijn verschenen. In 2018 werd een aquarel die dienstdeed als covertekening van Le Petit Vingtième in 1939 geveild voor 629.000 euro. Een originele tekening die werd gebruikt in het album Kuifje in het land van de Sovjets, bracht op een veiling in 2019 1,12 miljoen Amerikaanse dollar op. In januari 2021 werd een door uitgeverij Casterman afgewezen coverontwerp voor De Blauwe Lotus geveild voor 3,175 miljoen euro (inclusief veilingkosten), een wereldrecord binnen de Europese strip. In februari 2023 werd de originele voorplaat van de herziene versie van Kuifje in Amerika verkocht voor 2,15 miljoen euro (inclusief kosten).